# Патерно (Фиренца)
Патерно је насеље у Италији у округу Фиренца, региону Тоскана.
Према процени из 2011. у насељу је живело 459 становника. Насеље се налази на надморској висини од 220 м.